# Bar Esperança
Bar Esperança (também conhecido como Bar Esperança, o Último que Fecha) é um filme brasileiro de 1983, do gênero comédia, dirigido por Hugo Carvana, com roteiro de Hugo Carvana, Denise Bandeira, Marta Alencar, Armando Costa e Euclydes Marinho.
Em novembro de 2015 o filme entrou na lista feita pela Associação Brasileira de Críticos de Cinema (Abraccine) dos 100 melhores filmes brasileiros de todos os tempos.

## Sinopse
Um grupo de pessoas se reúne em um bar de Ipanema que está prestes a fechar a fim de dar lugar à construção de um edifício. Intelectuais, artistas e gente da noite juntam forças para impedir sua demolição. Entre os muitos fregueses do bar estão a atriz Ana, seu marido Zeca e um casal que está sempre brigando.

## Elenco[2]
- Marília Pêra .... Ana
- Hugo Carvana .... Zeca
- Paulo César Pereio .... Cabelinho
- Sílvia Bandeira .... Cotinha
- Thelma Reston .... dona Esperança
- Antônio Pedro .... Passarinho
- Louise Cardoso .... Nina
- Nelson Dantas .... Ivan
- Anselmo Vasconcelos .... Valfrido Salvador
- Luiz Fernando Guimarães .... Tuca
- Daniel Filho .... Arnaldo
- Oswaldo Loureiro .... Baby
- Maria Gladys.... Martha
- Tessy Callado ....Vera Maria
- Carlos Gregório ....Camelo
- Wilson Grey ....Profeta
- Tião D'Ávila ....Bochecha
- Jonas Torres .... Yuri
- Thereza Mascarenhas ....Lúcia
- Catalina Bonaky ....Velhinha

## Principais prêmios e indicações
Festival de Gramado 1983 (Brasil)
- Recebeu o troféu Kikito nas categorias de melhor atriz (Marília Pêra), melhor roteiro (Hugo Carvana, Denise Bandeira, Marta Alencar, Euclydes Marinho e Armando Costa), melhor atriz coadjuvante (Sylvia Bandeira)
- Indicado na categoria de melhor filme.

Troféu APCA 1984 (Brasil)
- Venceu na categoria de melhor atriz (Marília Pêra)[carece de fontes?]